# STS–126
Az STS–126 jelű küldetés az amerikai űrrepülőgép-program 125., az Endeavour űrrepülőgép 22. repülése.

## Küldetés
Feladata volt elősegíteni a személyzet váltást. A Nemzetközi Űrállomás 17. és 18. személyzet tagját Gregory Chamitofft váltotta a Nemzetközi Űrállomás 18. személyzeteként Sandra Hall Magnus. Az olasz Leonardo MPLM teherűrhajó segítségével logisztikai árut (víz, élelmiszer, ruházat, személyes tárgyak, orvosi eszközök, berendezések, kutatási-kísérleti anyagok és eszközök) szállítottak az űrállomásra. Visszafelé bepakolták a csomagoló anyagokat, kutatási eredményeket, a szemetet. Megjavították az egyik napelemmozgató Solar Alpha Rotary Joint (SARJ) mechanizmust.

## Jellemzői
A beépített kanadai Canadarm (RMS) manipulátor kart 50 méter kinyúlást biztosított (műholdak indítás/elfogása, külső munkák [kutatás, szerelések], hővédőpajzs külső ellenőrzése) a műszaki szolgálat teljesítéséhez. Az Orbiter Boom Sensor System (OBSS) rendszerrel újabb 15 méterrel meghosszabbították a manipulátor kinyúlási távolságát. Az űrállomás állandó legénységének létszáma 2009 tavaszától a jelenlegi háromról hat főre bővül.
Az STS–107 katasztrófáját követően bevezették a mentő űrrepülőgép (STS–XXX)/Szojuz űrhajó készenlétét. A mentő űrrepülőgép négy fővel indulva hozna vissza űrhajósokat, illetve a Szojuz űrhajó két fordulóval tudna az űrállomáson rekedt űrhajósokból állományt menteni. Az Endeavour biztonságos landolását lehetetlenné tevő sérülés vagy meghibásodás esetén a mentő űrrepülőgépek kísérelhették volna meg a legénység megmentését. A küldetésnek nem volt mentőegysége!

## Személyzet
(zárójelben a repülések száma az STS–126 küldetéssel együtt)
- Christopher Ferguson (2), parancsnok
- Eric Allen Boe (1), pilóta
- Stephen Gerard Bowen (1), küldetésfelelős
- Heidemarie Martha Stefanyshyn-Piper (2), küldetésfelelős
- Donald Roy Pettit (2), küldetésfelelős
- Robert Shane Kimbrough (1), küldetésfelelős

Induló ISS személyzet:
- Sandra Hall Magnus (2), ISS fedélzeti mérnök

Visszatérő ISS személyzet:
- Gregory Errol Chamitoff (1), ISS fedélzeti mérnök

## Repülés

### Első nap, november 14., felszállás

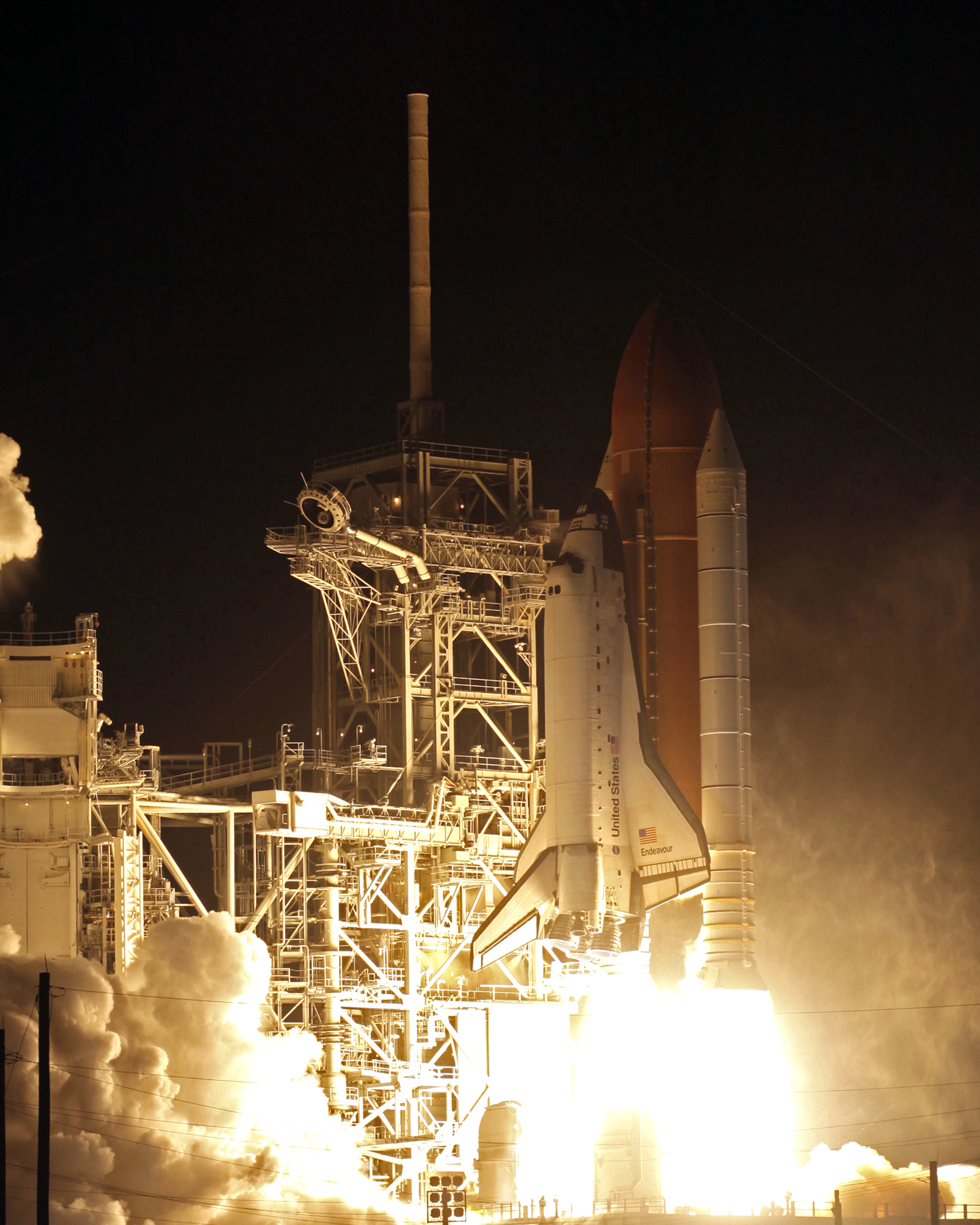
Az Endeavour éjszakai indítása.

Az üzemanyagtartályokat magyar idő szerint délután fél hat körül kezdték el feltölteni, a legénység pedig nem sokkal éjfél után foglalta el a helyét az űrrepülőgépben.
2008. november 15-én hajnali 1:55-kor a szilárd hajtóanyagú gyorsítórakéták, Solid Rocket Booster(SRB) segítségével Floridából, a Cape Canaveral (KSC) Kennedy Űrközpontból, a LC39–A (LC–Launch Complex) jelű indítóállványról emelkedett a magasba. Az orbitális pályája 91,6 perces, 51,6 fokos hajlásszögű, elliptikus pálya perigeuma 343 kilométer, az apogeuma 350 kilométer volt. Felszálló tömeg indításkor 121 061 kilogramm, leszálló tömeg 101 343 kilogramm. Szállított hasznos teher 17 370 kilogramm. Az éjszakai indítással járó probléma, hogy ilyenkor nem láthatóak a hajtóanyagtartályról felszállás közben leváló szigetelésdarabok, így nehezen ellenőrizhetők az űrrepülőgép esetleges sérülései. Miután Föld körüli pályára álltak, a legénység kinyitotta az űrrepülőgép rakterét, és beindította a robotkart.

#### Műhold
A tehertérben rögzített kísérleti technikai műholdat az űrrepülőgép pályára állítását követő raktérajtó nyitása után november 15-én egy rúgós szerkezet segítségével pályairányba állították. A műhold pályairányba állítását követően az űrrepülőgép 13-16 kilométerre eltávolodott.

#### PSSC
Kísérleti technológiai, miniatürizált műhold. Gyártotta a Aerospace Corporation együttműködve a NASA Lyndon B. Johnson Űrközponttal (JSC), üzemeltette az Amerikai Egyesült Államok Légierejének Research Laboratory-uma (AFRL).
Megnevezései: PSSC; PSSC (2008-059B); Pico-Satellite Solar Cell Experiment (PSSC). Kódszáma: 33445
Háromtengelyesen stabilizált, alkalmazkodó (adaptív) kommunikációs rendszer, energia ellátását teszt napenergia cellák biztosították. Pályamódosításokhoz (pályaelemtartás) szilárd hajtóanyagot, ammónium-perklorátot, szilárd rakéta motort alkalmaztak. Formája négyoldalú prizma, mérete 125 × 125 × 250 milliméter. Tömege 57, hasznos tömege 7 kilogramm. Az orbitális egység pályája 91,43 perces, 51,64 fokos hajlásszögű, elliptikus pálya perigeuma 343 kilométer, az apogeuma 347 kilométer volt.
2010. február 29-én belépett a légkörbe és megsemmisült.
A PSSC–1 után az STS–135 szállította a PSSC–2 űregységet, amit a raktérbe helyeztek, a küldetés alatt végezte tesztfeladatát.

### Második nap, november 15.
Magyar idő szerint délután öt órakor kezdődött meg a küldetés második napja. A legénység végrehajtotta az űrrepülőgép hővédő pajzsának rutinellenőrzését. Az előzetes eredmények kimutatták, hogy az Orbiter hátsó-felső részén a hővédő burkolat meglazult, de ez nem jelentett gondot, mivel ez a rész a visszatéréskor nincs kitéve extrém magas hőmérsékletnek. Előkészítették az űrrepülőgépet a dokkoláshoz is. A nap során ellenőrizték az űrruhákat is.

### Harmadik nap, november 16., dokkolás

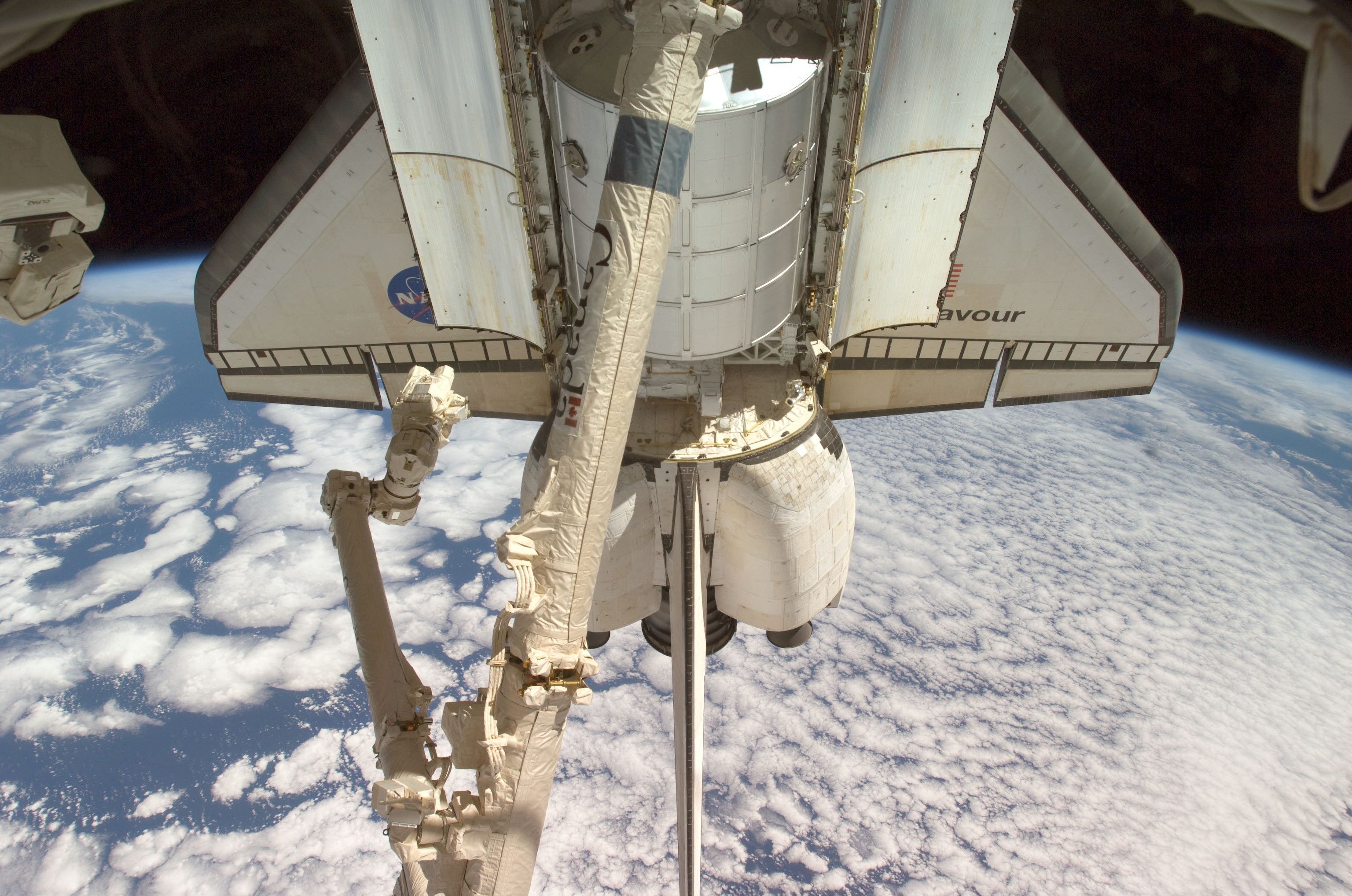
Az űrállomással összekapcsolódott Endeavour.

A harmadik nap magyar idő szerint 15:25-kor kezdődött meg. A legénység megkezdte az előkészületeket a dokkoláshoz. Amikor az űrrepülőgép körülbelül 180 méterre megközelítette az űrállomást, Ferguson parancsnok végrehajtotta az ilyenkor szokásos forgási manővert, amely során az űrállomás legénysége fotósorozatot és videófelvételt készített az Endeavour burkolatáról. A fényképeket a földi személyzet elemzi, a hővédő pajzson található esetleges sérülések után kutatva. Az űrrepülőgép magyar idő szerint 23:01-kor, India északi része felett repülve kapcsolódott össze a Nemzetközi Űrállomással. A zsilipajtót 1:16-kor nyitotta ki a személyzet. Az üdvözlések után a legénység azonnal megkezdte a rakomány átpakolását az űrrepülőgépből a űrállomásra. Sandra Magnus átvette Gregory Chamitoff helyét, aki 167 napig szolgált az ISS fedélzetén.

### Negyedik nap, november 17.
A körülbelül délután fél négykor kezdődő nap során a legénység megkezdte a Leonardo modul beüzemelését. Ennek során az űrállomás robotkarjával megfogták a modult, majd óvatosan kiemelték az Endeavour rakteréből. A modult az űrállomáshoz kapcsolták, az ajtókat végül éjjel háromnegyed egykor nyitották ki. Heide Stefanyshyn-Piper és Steve Bowen a másnapi űrsétára készülve beköltözött az alacsonyabb nyomású Quest légzsilipbe, hogy a szervezetük alkalmazkodjon az űrruhában uralkodó viszonyokhoz.

### Ötödik nap, november 18., EVA1

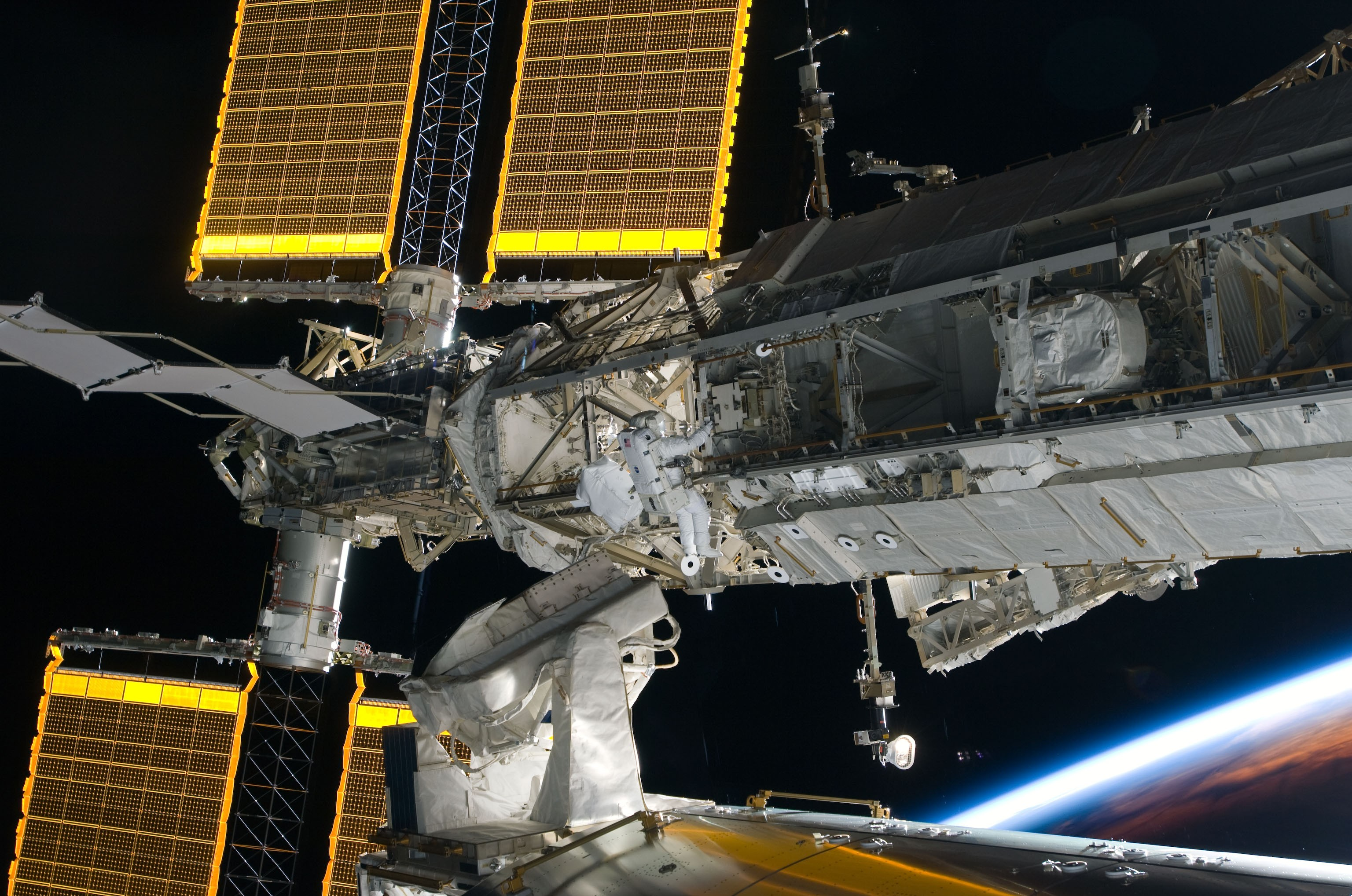
Bowen az első űrséta közben.

A Heidemarie Martha Stefanyshyn-Piper és Stephen Gerard Bowen által végrehajtott, magyar idő szerint 19:09-kor kezdődött, 6 óra 52 percig tartó első űrséta során az ominózus SARJ forgatómechanizmust kenték meg, inkább kevesebb, mint több sikerrel, Stefanyshyn-Piper kenőpisztolya ugyanis kidurrant, a kiszabadult kenőanyag összekente a szkafanderét és a sisakját, és miközben tisztogatta magát, elrepült a szerszámokat tartalmazó táskája. A szerelési munkákat végül sikeresen befejezték Bowen megmaradt szerszámaival. Az űrséta során leszerelték, és az űrrepülő rakterébe vitték az űrállomás egyik kiürült nitrogén tartályát, illetve apróbb javítást végeztek a Kibo modul hővédő borításán. A legénység többi tagja folytatta az átrakodást a Leonardo modulból.

### Hatodik nap, november 19.
A nap során a legénység előkészült a következő űrsétára, Stefanyshyn-Piper és Kimbrough a légzsilipbe költözött. Magnus és Chamitoff a Leonardo modulból átvitte a két új hálókabint az űrállomásra. Az új fürdő modult is beszerelték. Pettit és Fincke az új víztisztító berendezést üzemelte be. Stefanyshyn-Piper and Bowen közel fél órás sajtótájékoztaót is tartott, amely során nyilatkoztak az Associated Pressnek (AP), továbbá egy minneapolisi és egy bostoni televíziócsatornának. A nap magyar idő szerint november 20-án, hajnali 7 óra előtt ért véget.

### Hetedik nap, november 20., EVA2

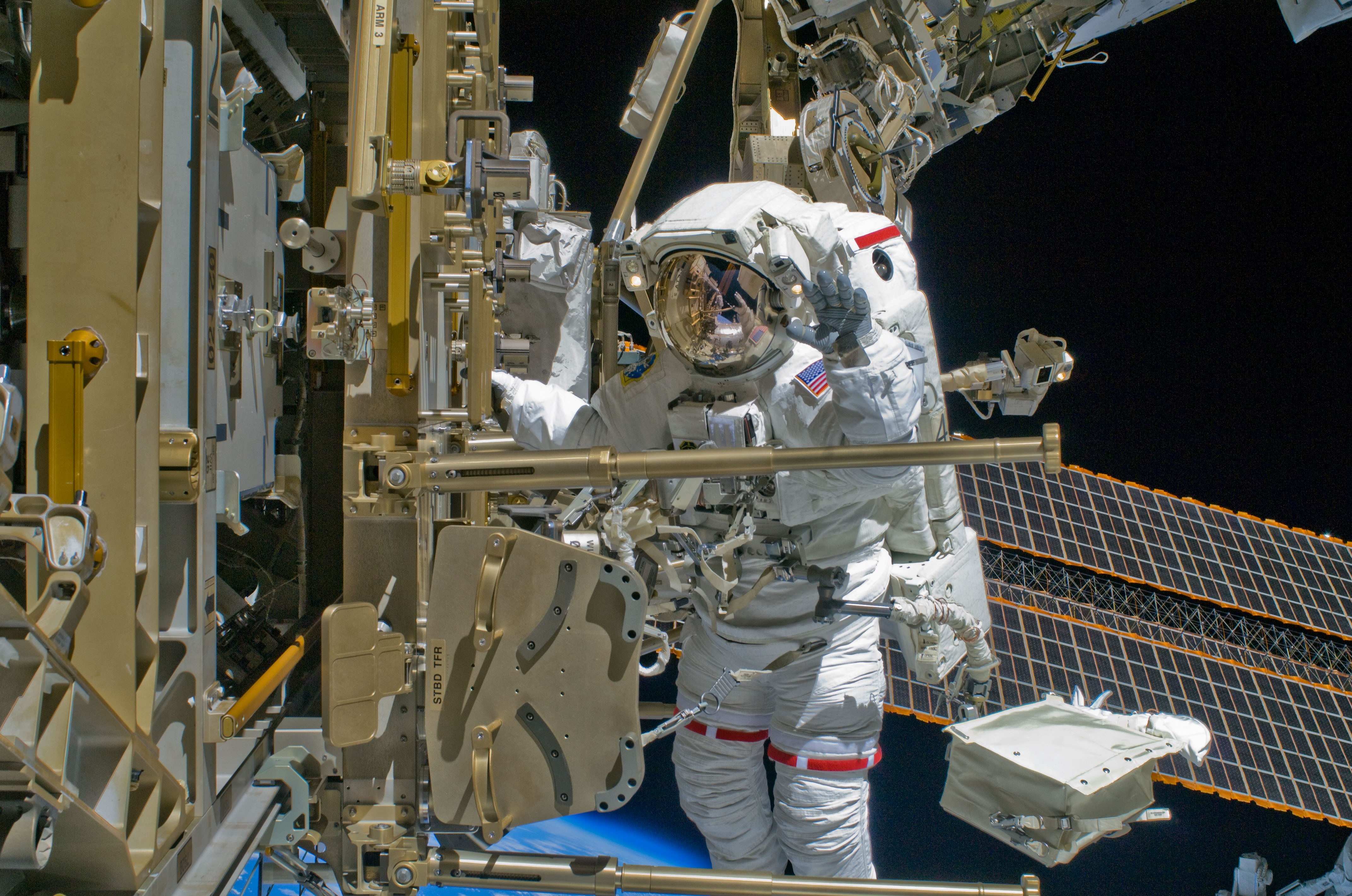
Kimbrough a második űrséta közben.

A legénységet magyar idő szerint 14:55-kor ébresztették. 18:58-kor kezdődött meg a második űrséta, amely során folytatták az űrállomás napelemtábla forgató mechanikájának a karbantartását. A javítás során a mechanikai egységeket megtisztították, kenőanyagot vittek fel, és számos csapágyat is kicseréltek. Az egyik csapágy a csere során megsérült, helyette egy cserecsapágyat kellett beépíteni. Stefanyshyn-Piper és Kimbrough néhány előkészületet is megtett a következő küldetésre tervezett karbantartással kapcsolatban. Az űrséta 6 óra 45 percig tartott. Az űrállomáson az új modulok beüzemelése zajlott, illetve folytatódott a rakomány átpakolása.

### Nyolcadik nap, november 21.
A nyolcadik napon a legénység előkészült a harmadik űrsétára. Stefanyshyn-Piper és Bowen a légzsilipben töltötte a pihenőidőt. A legénység többi tagja folytatta a rakomány átpakolását, és az új háló, higiéniai, víztisztító és konyhai modulok beüzemelését. Az új víztisztító berendezés tesztelése során a rendszer többször is leállt, az érzékelők hibát jeleztek az eszköz egyik motorjánál. Ferguson és Boe az Endeavour segítségével pályaemelést hajtott végre, amely során a űrállomás pályája körülbelül 1,8 kilométerrel lett magasabb. A pályakorrekcióra a Progressz teherűrhajó novemberi érkezése miatt volt szükség. A nap során egy sajtótájékoztatóra is sor került, illetve a legénység egy kis szabadidőt is kapott.

### Kilencedik nap, november 22., EVA3

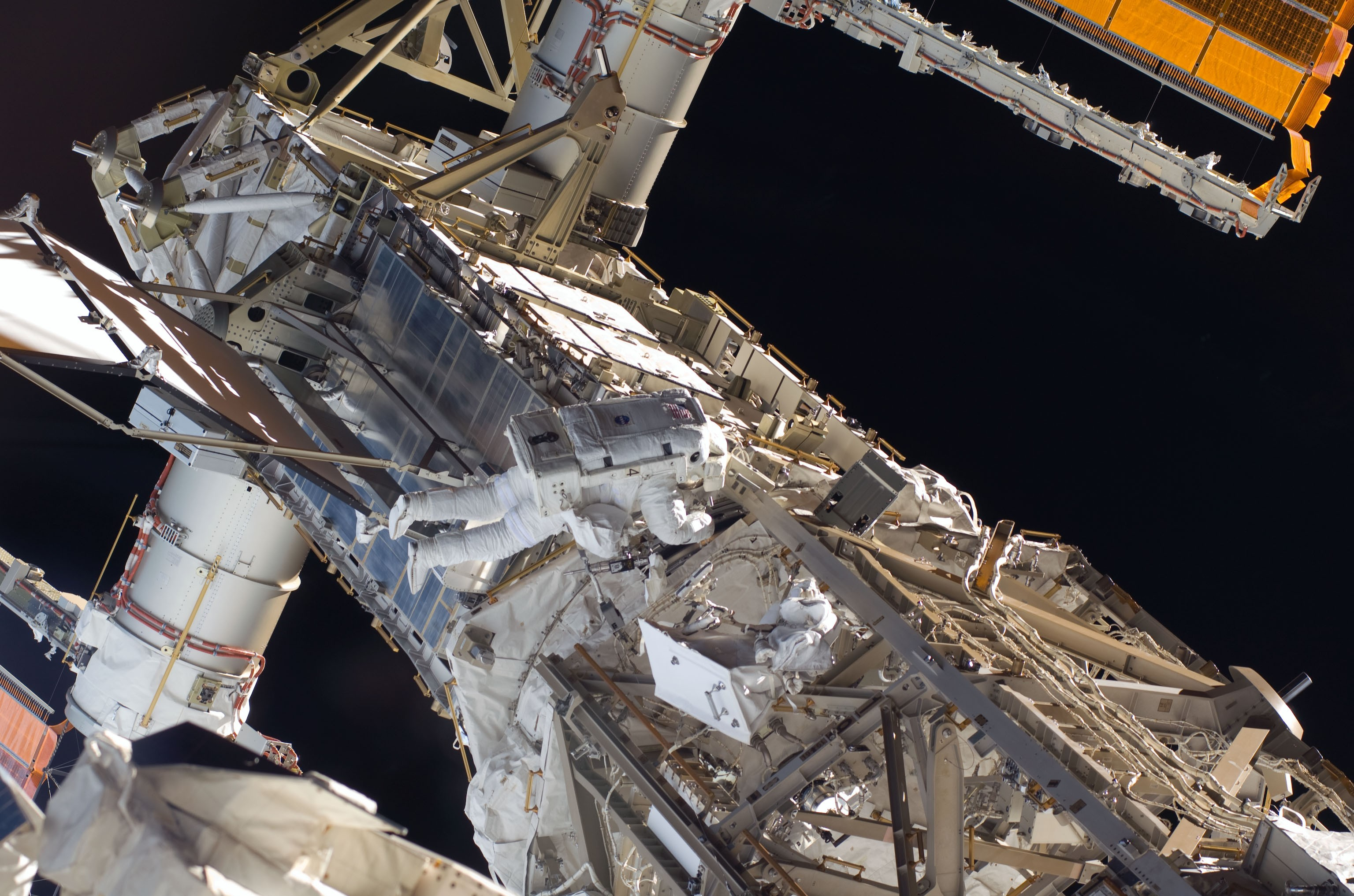
Bowen a harmadik űrséta során.

Magyar idő szerint este hét órakor hagyták el az űrhajósok az űrállomás zsilipeit, így ezzel megkezdődött a közel 7 órás harmadik űrséta. A korábbi űrsétákhoz hasonlóan, a mai nap fő feladata is a napelem forgató mechanika javítása volt. Heidemarie Stefanyshyn-Piper és Steve Bowen tovább tisztította, illetve kenőanyaggal kezelte a forgató mechanikát, illetve további csapágyakat cseréltek ki. Az űrállomáson folytatódott a rakomány átpakolása is. Sandy Magnus és a földi mérnökök tovább kutatták a víztisztító modul meghibásodásának okát. A munkanap 23-án hajnali 7 órakor fejeződött be.

### Tizedik nap, november 23.
A legénység ébresztője 15:05-kor (CET) volt. A legénység négy óra szabadidőt kapott. Fincke és Pettit a pihenőidőben sikeresen megjavította a hibás víztisztító berendezést. Mint kiderült, a berendezés vizeletfeldolgozó egysége (Urine Processor Assembly, (UPA)) azért melegedett túl és állt le, mert a berendezésben található centrifuga egy másik alkatrésszel súrlódott. Az UPA-t a javítás után két órán keresztül működtették, újabb leállást nem tapasztaltak. Folytatódott az átrakodás is. A rakomány háromnegyedét már sikeresen áthordták a Leonardo logisztikai modulból az űrállomás fedélzetére. Bowen és Kimbrough megkezdte a felkészülést az utolsó űrsétára.

### Tizenegyedik nap, november 24., EVA4

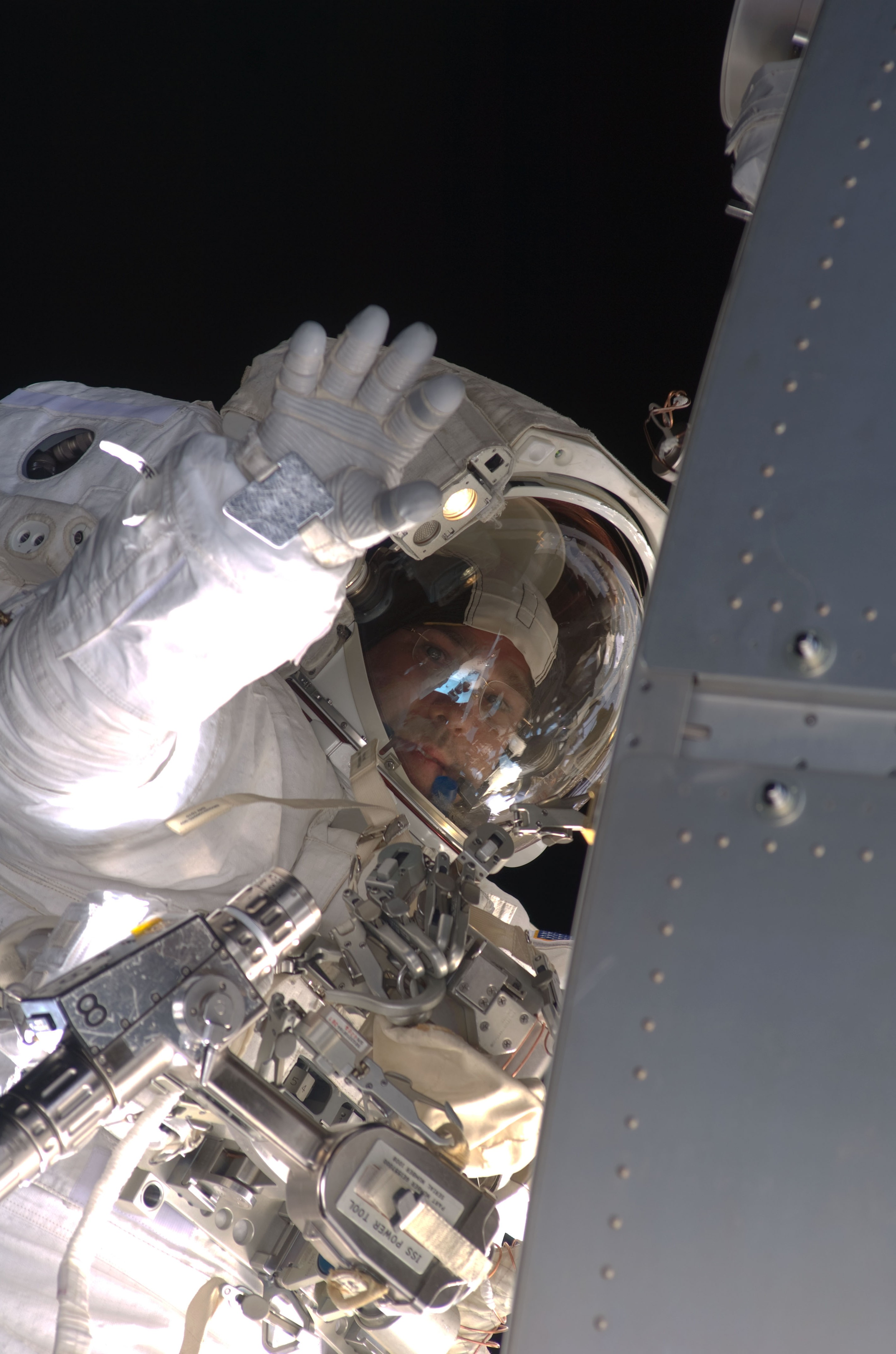
Bowen a negyedik űrséta során.

A tizenegyedik napon Fincke tovább javította a vizeletfeldolgozó egységet, hogy megbízhatóan működjön. Az egység centrifugájának vibrációja még mindig a szerkezet leállását okozhatta. A egységnek a tervek szerint négy órán keresztül kellene egyhuzamban működnie a feldolgozás során, a próbák alatt azonban már két-három óra után túlmelegedett és leállt. Fincke újabb javítása után ismét kísérletet tettek egy teljes feldolgozási folyamat lefuttatására. Ezalatt Steve Bowen és Shane Kimbrough felvették az űrruhájukat, majd 19:24-kor (CET) kiléptek a világűrbe, ezzel megkezdődött a negyedik és egyben utolsó űrséta. A hat órás kinntartózkodás alatt befejeződött a SARJ felújítása, továbbá felszereltek egy új videókamerát és egy GPS antennát, amely majd a japán automata teherűrhajó navigációját fogja segíteni. A 6 órás űrséta hajnali 1:31-kor (CET) ért véget.

### Tizenkettedik nap, november 25.
A 11:55-kor (CET) kezdődött három órás teszt során bebizonyosodott, hogy a négy űrséta során felújított SARJ napelemtábla forgató mechanizmus egy év után újból tökéletesen működik. A megjavított mechanikai elem biztosítja, hogy a napelemtáblák mindig a Nap felé forduljanak, így a lehető legnagyobb teljesítményt tudják biztosítani. A legénység pihenőideje alatt két teljes tisztító folyamat is sikeresen lezajlott a vizeletfeldolgozó egységben, így ennek javítása is sikeresnek tekinthető. A nap során befejeződött a kipakolás a Leonardo modulból.

### Tizenharmadik nap, november 26.
Miután bepakolták a különböző visszaszállítandó anyagokat a Lonardo modulba, a legénység lezárta az összekötő ajtót. Don Pettit és Shane Kimbrough az űrállomás robotkarja segítségével visszahelyezte a logisztikai modult az Endeavour rakterébe. Ezen a napon, 13:38-kor (CET) indult útnak a Progressz teherűrhajó. Michael Fincke és Jurij Valentyinovics Loncsakov a teherűrhajó fogadására készülve gyakorolták a manuális dokkolást, ami csak tartalék megoldás, mivel a teherűrhajó teljesen automatikusan képes dokkolni. A legénység elköltötte különleges hálaadási vacsoráját. A nap november 27-én 4:55-kor (CET) ért véget.

### Tizennegyedik nap, november 27.
A 13:00 (CET) órai ébresztővel folytatódott a küldetés. A nap egy sajtótájékoztatóval kezdődött, amely során a legénység tagjai a Space.com űrkutatási online hírportálnak, illetve egy philadelphiai és egy portlandi televíziócsatorna újságíróinak nyilatkoztak. A nap során feltöltötték a Leonardo modult a hazaszállítandó rakománnyal, majd megkezdődött a felkészülés a szétválásra. A űrállomást és az űrrepülőgépet összekötő zsilip ajtaját hajnali 1:31-kor (CET) zárták le, ezzel véget ért a két legénység 11 óra 15 percig tartó közös munkája.

### Tizenötödik nap, november 28.

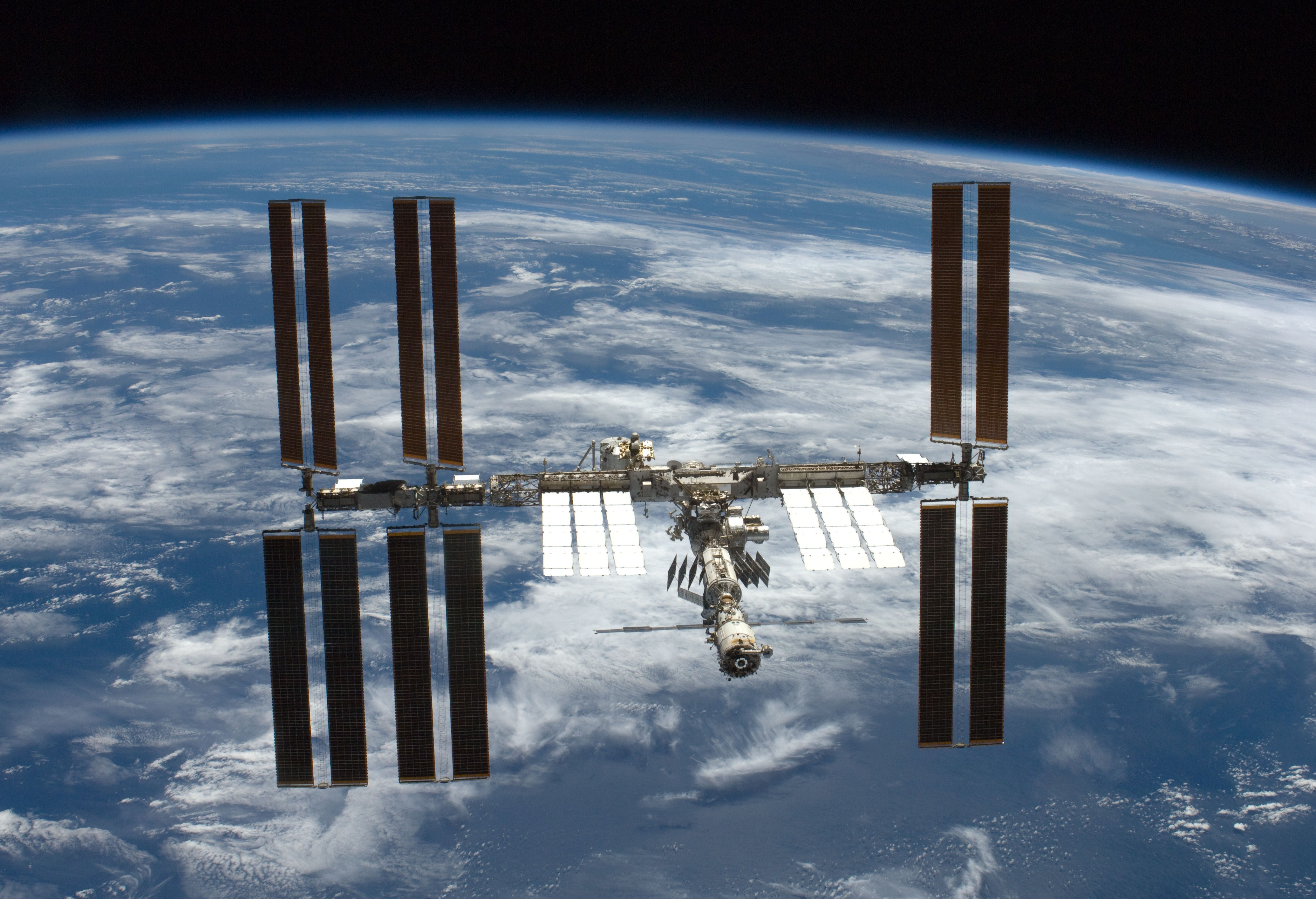
Az ISS az STS-126 küldetés után.

Reggel megkezdődött a végső előkészület a szétválásra. 13:47-kor (CET) a dokkoló egység tartókarjai elengedtek, és egy rugós szerkezet ellökte a két űrszerkezetet egymástól. Ezután az űrrepülőgép körülbelül 150 méterre távolodott el az űrállomástól, amit körberepült miközben fényképfelvételeket készítettek róla. Az eltávolodás egyébként kisebb késedelmet szenvedett, a közelben elrepülő űrtörmelékek miatt. A dokkolás megszűnésével az űrrepülőgép lassú sodródása következett, 450 méter távolságban indították a főmotorokat. A délután folyamán ismét átvizsgálták az űrrepülőgép hővédőpajzsát a robotkar végére szerelt Orbiter Boom Sensor System (OBSS) érzékelőegyüttes segítségével. A földi irányítás megkezdte a leszállóhelyek környékén várható időjárás vizsgálatát. Mind a Kennedy Űrközpont, mind az Edwards légitámaszpont felkészült az Endeavour fogadására.

### Tizenhatodik nap, november 29.
Megkezdődött az előkészület a másnapi leszállásra. Ferguson, Boe és Bowen ellenőrizték az űrrepülőgép kormányfelületeit, illetve a légkörbe lépés során a stabilitást biztosító fúvókarendszert. A legénység a Védelmi Minisztérium megbízásából egy apró műholdat is útjára bocsátott, amelyen új típusú napelem modulokat tesztelnek. Ez a kis méretű eszköz néhány hónapig kering a Föld körül.

### Tizenhetedik nap, november 30., leszállás

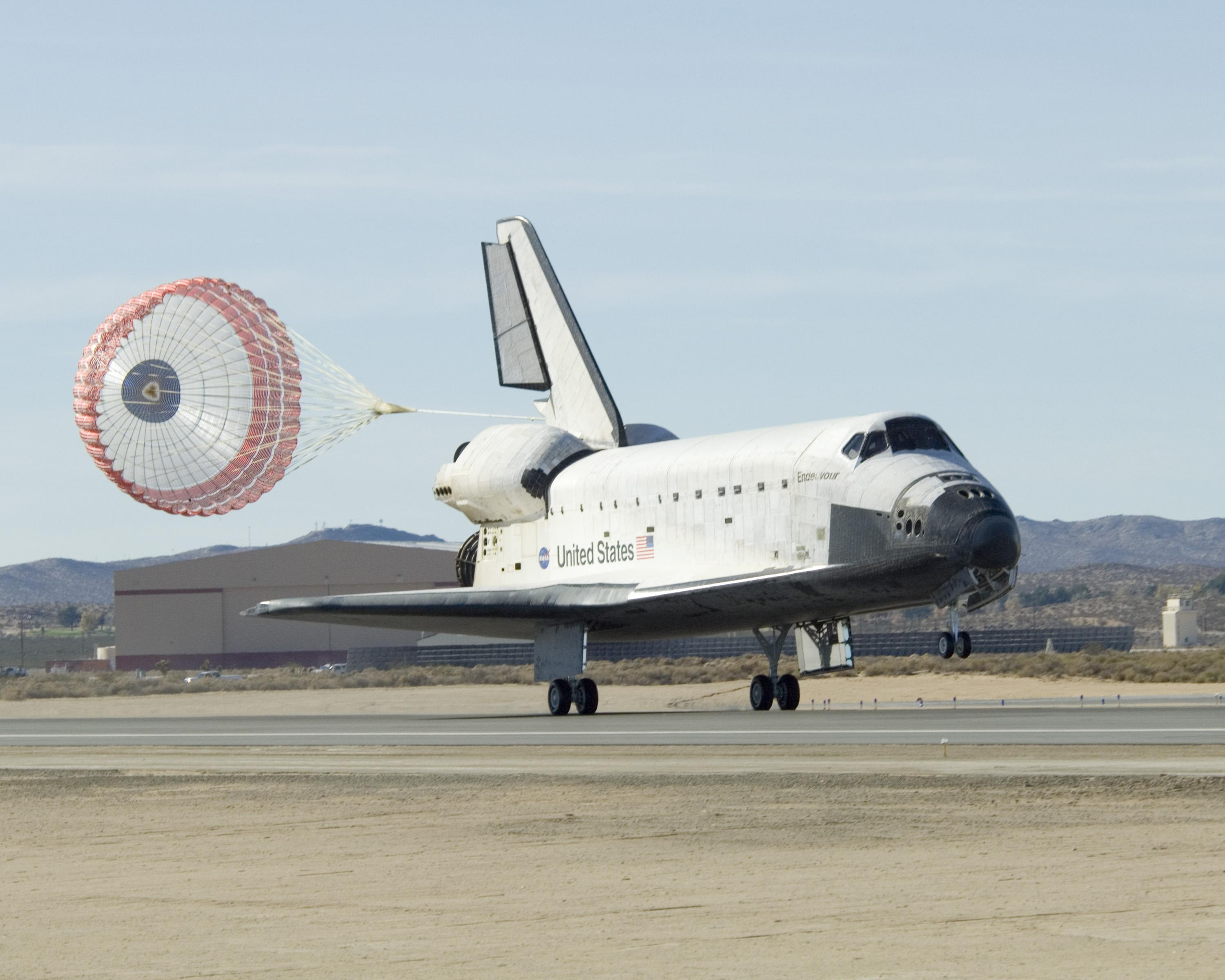
Az Endeavour leszáll az Edwards légitámaszpont kifutóján.

A Kennedy Űrközpont környékén heves esőzést, viharokat és szelet jeleztek előre. A földi irányítás négy időpontot határozott meg a leszállásra, ebből kettő a Kennedy Űrközpontra, kettő pedig az Edwards légitámaszpontra vonatkozott. Az űrsikló végül az Edwards légitámaszponton (AFB) hajtott végre sikeres leszállást 22:26-kor (CET). Összesen 15 napot, 20 órát, 29 percet és 37 másodpercet töltött a világűrben. 10 645 986 kilométert (6 615 109 mérföldet) repült, 251 alkalommal kerülte meg a Földet. Egy különlegesen kialakított Boeing 747 tetején visszatért kiinduló bázisára.

## Űrséták
- EVA 1: Stefanyshyn-Piper és Bowen (2009. november 18., 6 óra 52 perc)
- EVA 2: Stefanyshyn-Piper és Kimbrough (2009. november 20., 6 óra 45 perc)
- EVA 3: Stefanyshyn-Piper és Bowen (2009. november 22., 6 óra 57 perc)
- EVA 4: Bowen és Kimbrough (2009. november 24., 6 óra 7 perc)